# Zethu Dlomo
 (juin 2024).
La mise en forme du texte ne suit pas les recommandations de Wikipédia : il faut le « wikifier ».
Les points d'amélioration suivants sont les cas les plus fréquents. Le détail des points à revoir est peut-être précisé sur la page de discussion.
- Les titres sont pré-formatés par le logiciel. Ils ne sont ni en capitales, ni en gras.
- Le texte ne doit pas être écrit en capitales (les noms de famille non plus), ni en gras, ni en italique, ni en « petit »…
- Le gras n'est utilisé que pour surligner le titre de l'article dans l'introduction, une seule fois.
- L'italique est rarement utilisé : mots en langue étrangère, titres d'œuvres, noms de bateaux, etc.
- Les citations ne sont pas en italique mais en corps de texte normal. Elles sont entourées par des guillemets français : « et ».
- Les listes à puces sont à éviter, des paragraphes rédigés étant largement préférés. Les tableaux sont à réserver à la présentation de données structurées (résultats, etc.).
- Les appels de note de bas de page (petits chiffres en exposant, introduits par l'outil «  Source ») sont à placer entre la fin de phrase et le point final[comme ça].
- Les liens internes (vers d'autres articles de Wikipédia) sont à choisir avec parcimonie. Créez des liens vers des articles approfondissant le sujet. Les termes génériques sans rapport avec le sujet sont à éviter, ainsi que les répétitions de liens vers un même terme.
- Les liens externes sont à placer uniquement dans une section « Liens externes », à la fin de l'article. Ces liens sont à choisir avec parcimonie suivant les règles définies. Si un lien sert de source à l'article, son insertion dans le texte est à faire par les notes de bas de page.
- La présentation des références doit suivre les conventions bibliographiques. Il est recommandé d'utiliser les modèles {{Ouvrage}}, {{Chapitre}}, {{Article}}, {{Lien web}} et/ou {{Bibliographie}}. Le mode d'édition visuel peut mettre en forme automatiquement les références.
- Insérer une infobox (cadre d'informations à droite) n'est pas obligatoire pour parachever la mise en page.

Pour une aide détaillée, merci de consulter Aide:Wikification.
Si vous pensez que ces points ont été résolus, vous pouvez retirer ce bandeau et améliorer la mise en forme d'un autre article.
Zethu Dlomo-Mphahlele (née le 31 mars 1989) est une comédienne d'Afrique du Sud. Elle est notamment célèbre pour son rôle « Madi » dans la série télévisée américaine Black Sails.

## Vie privée
Le 31 mars 1989, elle est née à Lenasia, en Afrique du Sud, dans la province de Gauteng.  Elle a grandi ensuite à Mmesi Park, Dobsonville et Soweto. Elle a d'abord suivi des cours à l'École Nationale des Arts. Elle est titulaire d'un baccalauréat spécialisé en art dramatique de l'Université du Witwatersrand en 2010.
Elle s'est mariée en septembre 2018 avec son ancien mari et acteur Lebogang Mphahlele.

## Carrière
Elle a été la vedette de la série télévisée de science-fiction Room 9 sur la SABC 1. Dans la série, elle a joué le rôle de "Detective Alice Kunene". Elle a également joué dans de nombreuses émissions internationales, dont la série HBO Number One Ladies Detective Agency en 2008 sous le nom de « Baone Magasane ». Ensuite, en 2013, elle a joué un rôle de camée « Patience » dans le film Mary et Martha de Phillip Noyce.
En 2014, elle a joué le rôle d'esclave enceinte "Sanu" dans Book of Negroes de la Société Radio-Canada (CBC) et de BET International (BET) En 2014, elle a commencé à jouer le rôle de Dinky Magubane dans le film Lobola de Fanie Fourie. Elle a reçu deux South Africa Film and Television Awards (SAFTA) en 2014 et une nomination aux South Africa India Film and Television Awards (SAIFTA) en 2013 dans la catégorie « Meilleure actrice dans un long métrage ». Plus tard cette année, elle a joué le rôle de soutien dans la première saison de la série télévisée Ayeye en tant que "Sibongile".  En 2015, elle a été choisie pour jouer Madi dans la troisième saison de Black Sails, une série de Starz Network. Jusqu'à la fin de la quatrième saison, elle a continué à jouer dans le cast récurrent de Madi, la fille de M. Scott, pendant 16 épisodes. La série lui a valu une reconnaissance internationale.
Entre-temps, Dlomo a été récompensé par le « Brett Goldin Best Newcomer » aux Naledi Theatre Awards 2014/2015 pour ses nombreux rôles dans Have You Seen Zandile ? de Khutjo Green. Elle s'est installée en Afrique en 2017 pour participer à la plus populaire de la télénovela sud-africaine, Isibaya.  Elle a joué le rôle de "Nonhlanzi" alias "LethuHlatshwayo" dans la série. Elle a ensuite interprété deux pièces de théâtre : Jero avec Dominique Gumede, puis Play avec Khutjo Green.
Elle joue dans le premier western sud-africain Five Fingers for Marseilles fin 2017. Lerato est le personnage qu'elle a joué. En septembre 2018, le film a été présenté dans les salles des États-Unis d'Amérique pour la première fois au Festival international du film de Toronto. En 2018, John Irvin a réalisé le film Mandela's Gun, dans lequel Dlomo a joué. Dans le film, elle a joué Winnie, l'épouse de Nelson Mandela. Le film a fait son premier mondial à New York, Harlem NY. Plus tard dans la même année, elle a repris le rôle de « Lwandle » dans le drame du dimanche soir, Mzansi Magic The Herd.
Elle a écrit et réalisé le court métrage Hotel on the Koppies en 2020. Elle a ensuite participé à une mini-série Amazing Grace sur la SABC 1 en tant que « Sarah ». Avant la pandémie de COVID-19, elle a joué le rôle de Lindo Cele dans la série dramatique Erased, diffusée sur Moja Love Channel.

## Filmographie
| Year      | Film                               | Role                          | Genre          | Ref. |
| --------- | ---------------------------------- | ----------------------------- | -------------- | ---- |
| 2008      | Number One Ladies Detective Agency | Baone Magasane                | TV series      |      |
| 2012–2013 | Room 9                             | Alice Kunene                  | TV series      |      |
| 2013      | Mary and Martha                    | Patience                      | TV movie       |      |
| 2013      | Fanie Fourie's Lobola              | Dinky Magubane                | Film           |      |
| 2014      | Leading Lady                       | Model Photographer            | Film           |      |
| 2014      | Ayeye                              | Sibongile                     | TV series      |      |
| 2015      | The Book of Negroes                | Sanu                          | TV mini-series |      |
| 2016–2017 | Black Sails                        | Madi                          | TV series      |      |
| 2017      | Isibaya                            | Nonhlanzi aka LethuHlatshwayo | TV series      |      |
| 2017      | Five Fingers for Marseilles        | Lerato                        | Film           |      |
| 2018      | Mandela's Gun                      | Winnie Mandela                | Film           |      |
| 2020      | Hotel on the Koppies               | Winnie Mandela                | Short film     |      |
| 2020      | Amazing Grace                      | Sarah                         | TV mini-series |      |
| 2020      | Erased                             | Lindo Cele                    | TV series      |      |